# La Corona Partida

La Corona Partida est un film dramatique historique espagnol de 2016, réalisé par Jordi Frades et mettant en vedette Irene Escolar, Raúl Mérida, Rodolfo Sancho et José Coronado. Il s'agit de la suite de la série télévisée Isabel et de la préquelle de la série télévisée Carlos, rey emperador,.

## Synopsis
Après la mort de la reine Isabelle, Ferdinand le Catholique et Philippe Ier le Beau se battent pour lui succéder. Jeanne, l'héritière légitime du trône de Castille, est victime de cette situation et il est dans l'intérêt de tous de démontrer sa folie et son incapacité à gouverner.

## Distribution
- Rodolfo Sancho : Fernando II de Aragón (Ferdinand le Catholique)
- Irene Escolar : Juana I de Castilla (Jeanne la Folle)
- Raúl Mérida : Felipe I de Castilla (Philippe Ier le Beau)
- Eusebio Poncela : Cardenal Cisneros (Francisco Jiménez de Cisneros)
- Ramón Madaula : Gonzalo Chacón
- Jordi Díaz : Andrés Cabrera
- Fernando Guillén Cuervo : Gutierre Gómez de Fuensalida
- Úrsula Corberó : Margarita de Austria (Marguerite d'Autriche)
- Silvia Alonso : Germana de Foix (Germaine de Foix)
- José Coronado : Maximiliano I de Habsburgo (Maximilien Ier)
- Pedro Mari Sánchez : Duque de Nájera
- Ramón Barea : Duque de Alba (Duc d'Albe de Tormes)
- Fernando Cayo : Guillermo de Veyré
- Jacobo Dicenta : Juan Belmonte
- Jesús Noguero : Duque de Benavente
- Ainhoa Santamaria : Beatriz de Bobadilla
- Michelle Jenner : Isabel la Católica (Isabelle la Catholique)
- Carolina Lapausa : Juana de Aragón
- Antonio Gil : Contestable de Castilla
- Arón Piper : Fernando de Habsburgo
- Moncho Sánchez-Diezma : Secretario de Córtes
- David Lorente : Doctor de la Parra
- Martín Castro Peña : Monje de Cartijo
- Fernando Valdisielo : Archiduque de Felipe
- Carlota Ferrer : Dama de Juana